# GhostNet
GhostNet là tên được đặt cho một nhóm chuyên xâm nhập hệ thống điện toán thế giới, phần lớn xuất phát từ Trung Quốc, đã xâm nhập được tối thiểu 1295 hệ thống của chính quyền cũng như tư nhân tại 103 quốc gia toàn cầu, kể cả máy điện toán của đức Đạt Lai Lạt Ma, theo một bản báo cáo được đưa ra vào Chủ Nhật ngày 29 tháng 3 năm 2009.

## Khám phá

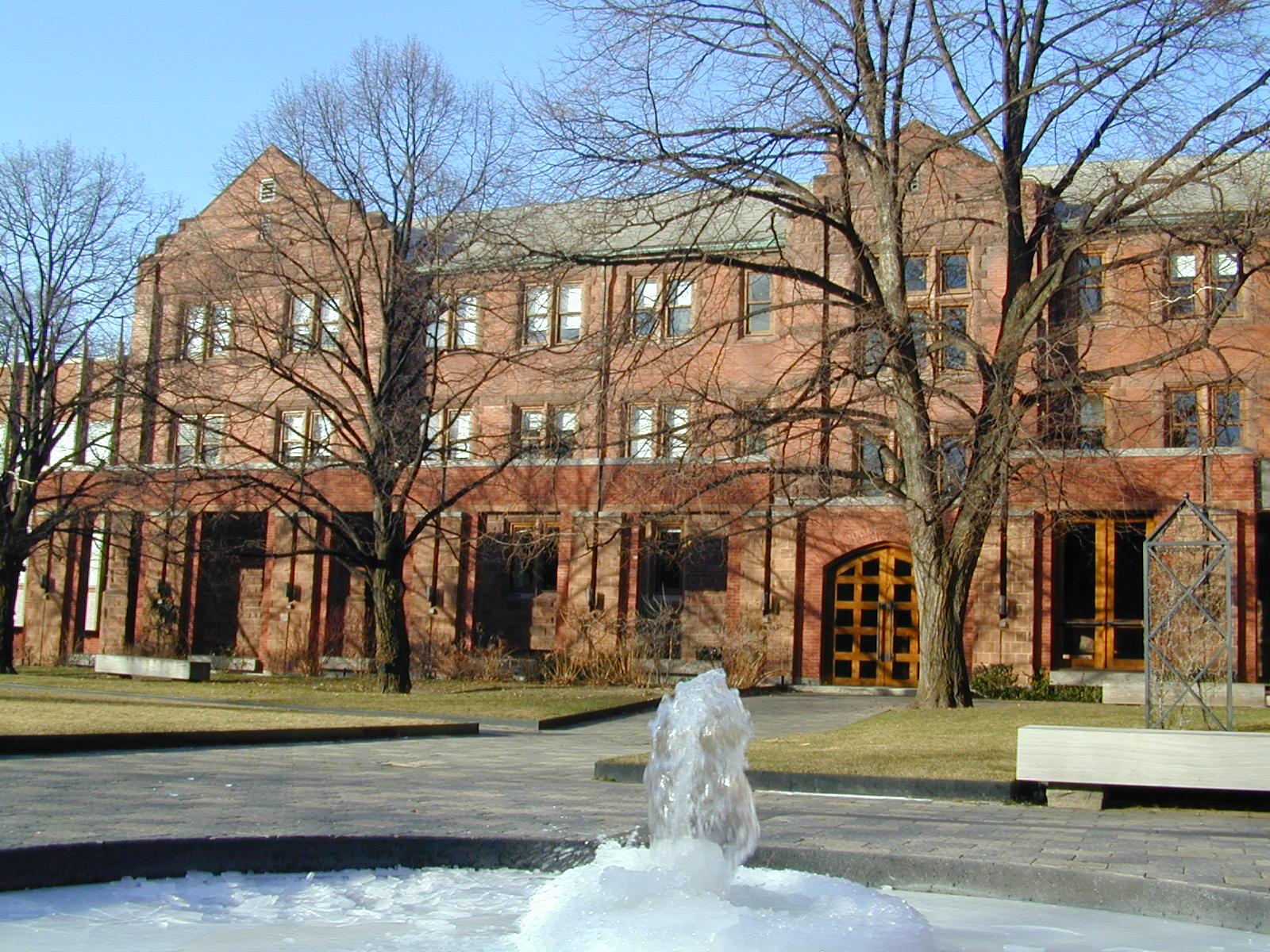
GhostNet được khám phá và đặt tên bởi các nhà nghiên cứu từ Trung tâm Nghiên cứu Quốc tế Munk (hình).

Các chuyên gia ở Trung tâm Nghiên cứu Quốc tế Munk tại viện đại học Toronto đã soạn thảo bản báo cáo về việc do thám đã được thực hiện từ các máy điện toán hầu như hoàn toàn đặt ở Trung Quốc. "Có đến 30% những hệ thống bị xâm nhập được coi là những mục tiêu có giá trị cao và kể cả các máy đặt ở các bộ ngoại giao, tòa đại sứ, tổ chức quốc tế, cơ quan truyền thông, cơ quan phi chính phủ." theo bản báo cáo.
Cuộc điều tra khởi sự khi văn phòng của đức Đạt Lai Lạt Ma nhờ họ xem xét hệ thống điện toán để xem liệu có bị xâm nhập hay không. Việc này đã dẫn đến việc họ tìm ra một nhóm đã xâm nhập vào ít nhất 1.295 máy điện toán trong gần hai năm. Một số máy này được đặt trong các trung tâm Phật giáo Tây Tạng ở Ấn Độ, Bruxelles, Luân Đôn và New York.
"Bản báo cáo này là một lời cảnh tỉnh", các tác giả bản báo cáo nói. "Sự kiện có nhiều máy điện toán đặt ở các nơi quan trọng bị nhóm này xâm nhập cho thấy sự dễ dàng bị do thám qua internet."
Tuy nhiên các nhà nghiên cứu nói không có dấu hiệu nào cho thấy các văn phòng chính phủ Hoa Kỳ bị xâm nhập, nhưng một máy điện toán của Tổ chức Hiệp ước Bắc Đại Tây Dương đã bị dò xét trong nửa ngày và các máy điện toán của tòa đại sứ Ấn Độ tại Washington DC đã bị xâm nhập.

## Liên quan đến Trung Quốc
Tuy nhiên, các nhà nghiên cứu không thể hoàn toàn chắc chắn rằng chính quyền Trung Quốc trực tiếp dính líu vào nỗ lực này và nhấn mạnh rằng nếu cho tất cả các hoạt động do thám này là do chính quyền Trung Quốc thực hiện là sai lầm.
"Nếu nhìn vào con số người ta có thể có một nhận định khác.", theo bản báo cáo. "Trung Quốc hiện nay là quốc gia có nhiều người sử dụng internet nhất trên thế giới. Chỉ riêng số người trẻ sử dụng internet ở đây có thể là lý do gây ra những vụ do thám từ Trung Quốc."

## Nơi khác
Các nhà nghiên cứu tin rằng ngoài việc do thám máy điện toán của đức Đạt Lai Lạt Ma, nhóm này cũng đã xâm nhập vào hệ thống của chính quyền ở vùng Nam Á và Đông Nam Á. Nhóm này tiếp tục xâm nhập và dò xét thêm hơn một chục hệ thống điện toán mỗi tuần.